# Eki, la gare
Pour plus de détails, voir Fiche technique et Distribution.
Eki, la gare (駅, Eki) est un film japonais réalisé par Yasuo Furuhata, sorti en 1981.

## Synopsis
Janvier 1968, Eiji un policier dit au revoir à sa femme, Naoko et à son fils de quatre ans. Juin 1976, la sœur cadette d'Eiji, Fuyuko, a fait un mariage de raison. Elle rencontre Suzuko. Décembre 1979, Eiji reçoit une lettre de Goro, le frère de Suzuko, qui est en prison. Il n'est plus policier et rentre dans un izakaya tenu par Kiriko.

## Fiche technique
- Titre : Eki, la gare
- Titre original : 駅 (Eki?)
- Réalisation : Yasuo Furuhata
- Scénario : Sō Kuramoto
- Musique : Ryūdō Uzaki
- Photographie : Daisaku Kimura
- Montage : Nobuo Ogawa et Kanzō Uni
- Production : Juichi Tanaka
- Société de production : Tōhō
- Pays de production :  Japon
- Langue originale : japonais
- Genre : drame
- Durée : 132 minutes[1]
- Dates de sortie : 
  - Japon : 7 novembre 1981[1]

## Distribution
- Ken Takakura : Eiji Mikami
- Chieko Baishō : Kiriko (en 1979)
- Ayumi Ishida : Naoko Mikami (en 1968)
- Setsuko Karasuma : Suzuko Yoshimatsu (en 1976)
- Yūko Kotegawa : Fuyuko Mikami
- Kunie Tanaka : Sugawara
- Ryūdō Uzaki : Yukio Kinoshita
- Hideo Murota : Shigeru Morioka
- Hideji Ōtaki : Aiba
- Tanie Kitabayashi : Masayo Mikami
- Minori Terada : Chikaraishi
- Akira Nagoya : Takada
- Yū Fujiki : Ichiro Mikami
- Kai Atō : Ryosuke Honjo
- Ken Iwabuchi : Yoshitaka Mikami
- Sachiko Murase : la mère de Ryosuke
- Masako Yagi : la femme d'Aiba
- Jinpachi Nezu : Goro Yoshimatsu
- Toshiyuki Nagashima : Michio Mikami
- Ryō Ikebe : chef Nakagawa

## Distinctions
Le film a été nommé pour treize Japan Academy Prizes en a reçu cinq : meilleur film, meilleur acteur pour Ken Takakura, meilleur scénario, meilleure musique et meilleur son.